# Матіас де Віш
Матіас де Віш (нід. Matthijs або Matthias De Visch, 22 березня 1701 — 25 квітня 1765) — фламандський художник. Писав історичні картини та портрети.

## Біографія
Матіас де Віш був сином Маттіса де Віша і Кетрін ван ден Буше. Батько був неписьменним, працював фермером, а також різноробом в маєтку Гофланд.
Де Віш приїхав до Брюгге у юному віці, щоб брати уроки малювання у художника Йозефа ван ден Керкгове (1667—1724).
Для самовдосконалення він спочатку поїхав до Парижа, потім до Італії, де залишився на кілька років, жив у Венеції, Пармі та П'яченці.
У 1732 році де Віш повернувся в Брюгге, де заснував приватну академію для уроків малювання та живопису. На початку 1737 року він одружився з Петроніллою Івейн (1710—1782), молодшою за нього на 9 років. У них було восьмеро дітей. Троє синів, які пережили Матіса, були художниками-аматорами. Петронілла Івейн стала активною підприємицею та керувала магазином текстильних товарів.

## Директор Академії мистецтв Брюгге
У 1738 році з ініціативи де Віша художня академія Брюгге, яка припинила своє існування близько 1728 року, була відновлена і він став її директором. На цій посаді він залишався до самої смерті. Тим часом він виконав багато замовлень для картин, головним чином портретів і релігійних сюжетів.
У ніч проти 29 січня 1755 року в академії вирувала потужна пожежа. Будівля сильно не постраждала, але всі твори мистецтва, включно з колекцією власних малюнків і гравюр де Віша, згоріли. Того ж року будівлю відремонтували, і академія знову відкрила свої двері.
Серед учнів де Віша: Антоніус Сувейнс, Поль де Кок, Поль-Луї Сіффле, Пітер Пеперс, Пітер Ледулькс, Юбер де Кок, Жан Легійон, Карел ван Пуке, Жозеф-Бенуа Сюве.
На посаді директора де Віша змінив Ян Гаремійн.

## Роботи

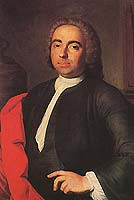
Портрет Йоріса Дюмері

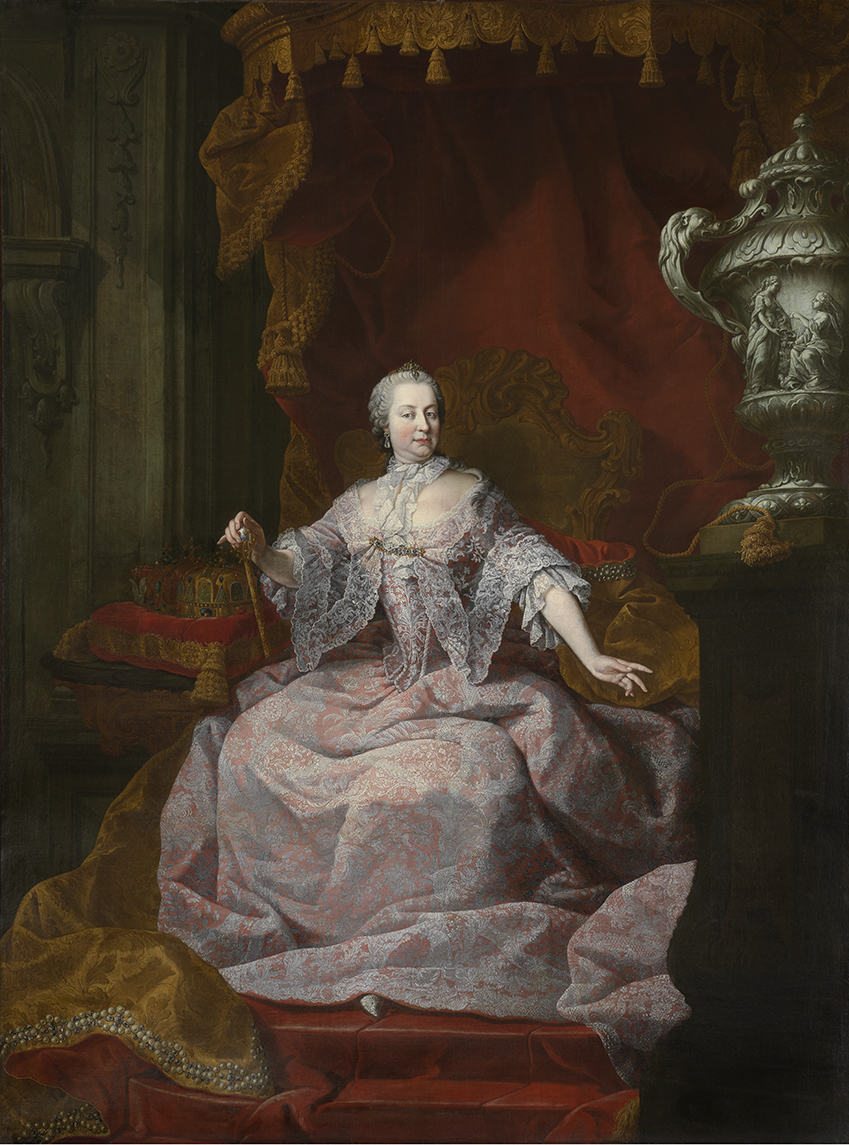
Портрет імператриці Марії-Терезії, 1749 (Музей Грунінге).

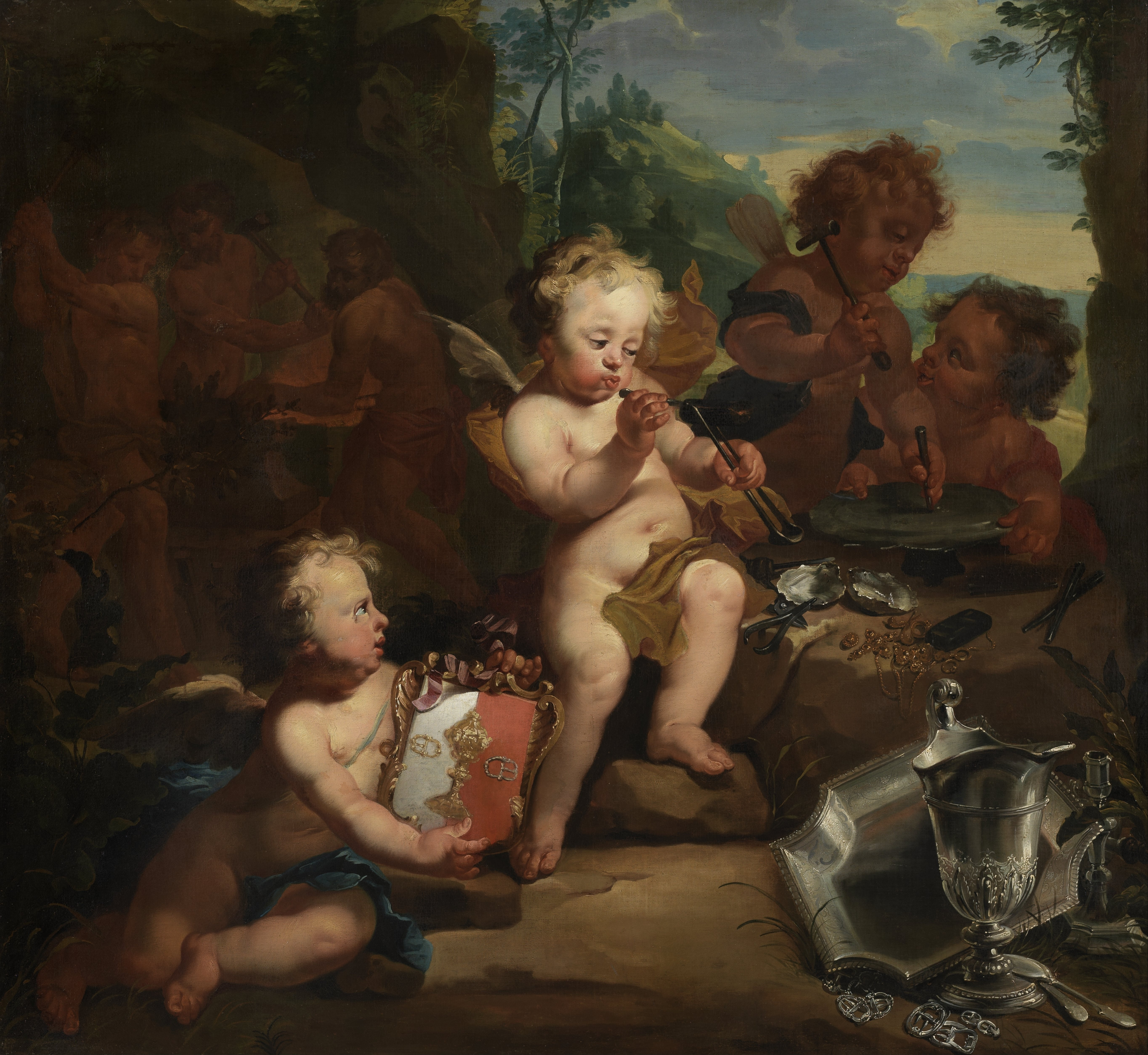
Алегорія мистецтва золотаря, 1758 (Музей Грунінге).

- Агар та Ізмаїл, утішені ангелом (1732) — церква Св. Якова, Брюгге
- Портрет Карела Легійона (1733) — Старий госпіталь Св. Іоанна, Брюгге
- Поклоніння пастухів (1734) — церква Св. Якова, Брюгге
- Капітул абатства Ло (1734) — церква Св. Петра, Ло
- Ісус і самарянка (1736) — Церква св. Мартіна, Іпр
- Фредерік Антон де Вільєгас (1740) — Музей кераміки, Брюгге
- Портрет Франсуа Кассіни, абата Енаме (1740) — Провінційний музей Енаме, Ауденарде-Енаме
- Чоловічий портрет (1740) — приватна колекція Roeselare
- Портрет Франсуа-Корніля Барта (1740) — Musée des Beaux-Arts, Дюнкерк
- Автопортрет (1740?) — Муніципальні музеї, Брюгге
- Портрет Віллема Сувейнса (1740) — Муніципальні музеї, Брюгге
- Портрет єпископа Гендріка ван Сустерена (1740) — Муніципальні музеї, Брюгге
- Святий Йосип з Дитятком Ісусом (1742) — монастир босих кармелітів у Брюгге
- Портрет Яна-Франса де Грасса (1743) — Музей кераміки, кімната опікуна
- Портрет Франса де Вугта (1744) — Стара лікарня Сінт-Яншо, кімната опікуна
- Портрет Жака-Родопля ван Зюйлена де Ньєвельта (1744) — Старий госпіталь Св. Іоанна, кімната опікуна
- Жертва Мелхиседека (1746) — Костел босих кармелітів у Брюгге
- В'язниця Брюгге (1746) — Міські музеї, Брюгге
- Жертвоприношення Іллі (1747) — Костел босих кармелітів у Брюгге
- Коронація сестри Ізабель-Вікторії Бенезе в Сінт-Анна-тер-Вестійне (1748) — колекція OCMW Brugge
- Коронація сестри Ізабель-Вікторії Бенезе у Сінт-Анна-тер-Вестійні (1748) — Мистецька спадщина Католицького університету, Левен
- Поклоніння волхвів (1749) — Монастир босих кармелітів у Брюгге
- Портрет єпископа Хендріка ван Сустерена (1749) — Муніципальні музеї, Брюгге
- Портрет імператриці Марії Терезії (1749) — Ратуша Брюгге
- Портрет імператриці Марії Терезії (1749) — Міські музеї, Брюгге
- Портрет Якоба-Фердинанда д'Аквілло (1749) — Старий госпіталь Св. Іоанна, кімната опікуна
- Портрет Яна Баптіста Верхагена (1751) — Гільдія Святого Себастьяна, Кармерсстраат, Брюгге
- Портрет Якоба Дулларта (1751) — OCMW Damme, кімната опікуна
- Портрет Якоба Сотерта (1751) — OCMW Damme, кімната опікуна
- П'єта з пастором-донором Яном-Франсом Ван Еке (1752) — Церква Ламперніссе
- Портрет Пітера Анкеманта (1752) — Стара лікарня Св. Іоанна, кімната опікуна
- Портрет Пітера-Яна Моентака (1752) — приватна колекція Брюгге
- Портрет Анни Вламінк, дружини Моентак (1752) — приватна колекція Брюгге
- Портрет імператриці Марії Терезії (1752) — Музей Брюгсе Вріє, Брюгге
- Портрет Терезії Легран (1754) — Монастир кераміки, Брюгге
- Лотерея гільдії стрільців Святого Себастьяна (1754) — Гільдія Святого Себастьяна, Кармерсстраат, Брюгге
- Непорочне зачаття (1755) — Старий госпіталь св. Іоанна, монастир
- Зцілення тещі Петра (1755) — Старий госпіталь св. Іоанна, монастир.
- Трапеза в Еммаусі (1755) — Старий госпіталь св. Іоанна, монастир
- Святий Іван Євангелист пише Одкровення (1755) — Старий госпіталь Святого Івана, монастир
- Богоматір дає розарій святому Домініку Гусману (1755) — Церква святої Ріктруди, Ренінге
- Богоматір, Ісус і святий Іван Хреститель (1756) — Костел босих кармелітів у Брюгге
- Портрет Ігнаса Франсуа д'Оге де ла Гожері (1756) — Музей Мергелінка, Іпр
- Портрет Терези Аншеман (1756) — Музей Мергелінка, Іпр
- Портрет Яна-Батиста Коппітерса (1758) — Музей кераміки, кімната опікуна, Брюгге
- Алегорія золотарського мистецтва (1758) — Муніципальні музеї, Брюгге
- Портрет Карла Лотарингського (1758) — замок Бельой.
- Портрет Ігнаса Пардо де Фремікурта (1759) — Старий госпіталь Святого Іоанна, кімната опікуна
- Естамп Йозефа ван Гуерна (1759) — Музей кераміки, Брюгге
- Орфей (1759) — приватна колекція
- Свята Тереза Авільська (1760) — монастир босих кармелітів, Іпр
- Святий Іван від Хреста (1760 — монастир босих кармелітів, Іпр
- Портрет імператриці Марії Терезії (1761) — Ратуша, Ньївпорт
- Портрет отця де Мола ван Хондшуте (1762) — Музей Мон-де-П'єте де Берг, Сінт-Віноксберген
- Карл Лотарингський як захисник мистецтв (1762) — Міські музеї, Брюгге
- Портрет Пітера Монтака (1764) — Гільдія Святого Себастьяна, Кармерсстрат, Брюгге
- Портрет невідомої лікарняної медсестри (дата невідома) — Sint-Janshospitaal Brugge
- Репродукція невідомої дівчини (дата невідома) — Музей кераміки, Брюгге
- Алегорія віри (дата невідома) — церква Св. Якова, Брюгге
- Смерть Ісаака (дата невідома) — церква Св. Якова, Брюгге
- Христос омиває ноги Петру (дата невідома) — церква Св. Якова, Брюгге